# Valentin Koptyug
Valentin Koptyug (em russo:  Коптюг Валентин Афанасьевич, Iukhnov, Oblast de Kaluga, 9 de junho de 1931 – Moscou, 10 de janeiro de 1997) foi um cientista soviético, especialista em físico-química e química orgânica.
Valentin Koptyug nasceu em 1931 em Iukhnov na família de Afanasy Koptyug, que era diretor do departamento de comunicação local, e Nadezhda Koptyug, que era telegrafista. Quando o jovem Koptyug estava estudando na escola, sua família teve que ser evacuada por causa da Segunda Guerra Mundial. Em 1949 concluiu a escola em Samarcanda e se formou na Universidade de Tecnologia Química Dmitri Mendeleiev de Moscou em 1954. Foi chanceler da Universidade Estadual de Novosibirsk por dois anos (1978–1980). Koptyug deu uma grande contribuição no desenvolvimento da química sintética, física e aplicada. Além disso, fundou algumas grandes escolas científicas nas áreas de química orgânica e quimioinformática.
Há um monumento e uma rua com o nome de Koptyug em Akademgorodok, Novosibirsk.
Valentin Koptyug foi sepultado no Cemitério Yuzhnoye (Novosibirsk).

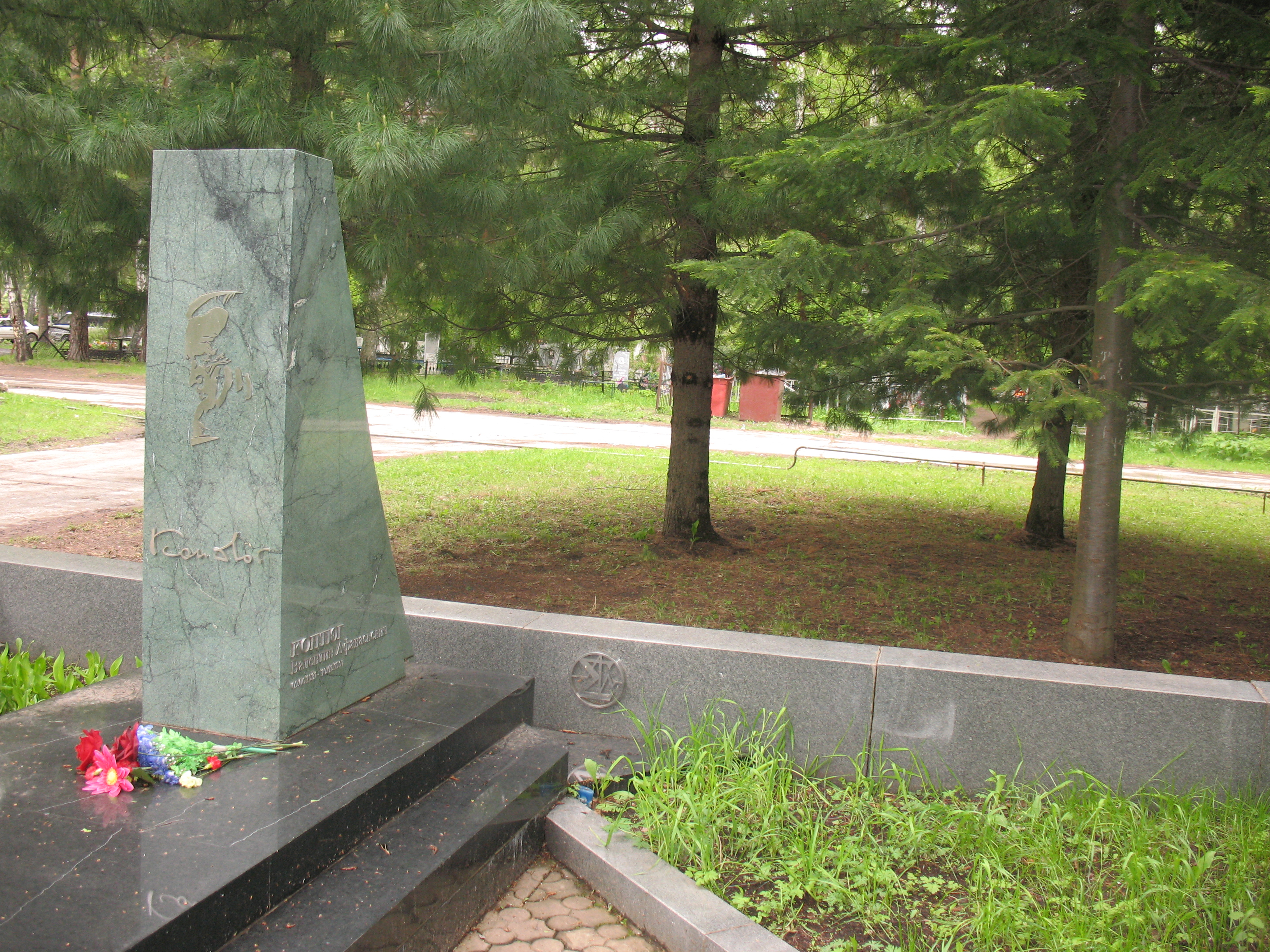
Sepultura de Valentin Koptyug